# Ladislav Slota
Ladislav Slota (* 23. února 1954) je bývalý slovenský fotbalista, obránce.

## Fotbalová kariéra
V československé lize hrál za ZVL Žilina. Nastoupil v 1 ligovém utkání. Gól v lize nedal. V nižších soutěžích hrál i za BZVIL Ružomberok.

## Ligová bilance
| Ročník                                      | Zápasy | Góly | Klub             |
| ------------------------------------------- | ------ | ---- | ---------------- |
| 1. československá fotbalová liga 1975/76    | 1      | 0    | ZVL Žilina       |
| 1. slovenská národní fotbalová liga 1981/82 | 28     | 1    | BZVIL Ružomberok |
| CELKEM 1. liga                              | 1      | 0    |                  |